# 有楽製菓
有楽製菓株式会社（ゆうらくせいか、英: YURAKU CONFECTIONERY CO., LTD.）は、東京都小平市に本社をおく菓子メーカーである。

## 概要
チョコレートを中心に、クッキー、ビスケット、バームクーヘンおよびケーキなどの製造を行っている。
愛知県豊橋市出身の河合志亮が創業した。
元々はアイスクリームに添えるウェハースを生産しており、その後は他社ブランドやプライベートブランドのOEM生産を中心とし、全国的に大ヒットの「ブラックサンダー」や「チョコケーキ」といったチョコレート菓子が有名である。特に「ブラックサンダー」は当初は九州地区限定販売であったが、2005年に出版され90万部以上のベストセラーになった「生協の白石さん」に取り上げられたことで、大学生協を中心に人気が出始めた。
また「ブラックサンダー」は2008年北京五輪体操男子個人総合銀メダリストの内村航平選手の大好物としてメディアにも取り上げられた。そこで有楽製菓は北京五輪直前に内村選手に320個差し入れした。
また文化放送『神谷浩史・小野大輔のDearGirl〜Stories〜』でも「ブラックサンダー」がたびたび取り上げられているという問い合わせを受け、2009年7月に480個差し入れを行った。さらに2009年10月、電撃キャラクターフェスティバル2009で行われた同番組の公開録音内で、同番組とのコラボ製品「DearGirlサンダー」の発売が発表され、翌年の2010年3月8日より期間限定で発売された。なお、味は「初恋の味・塩チョコ」となっている。
2018年1月、東京駅一番街に義理チョコ専門店「プレミアム義理チョコショップ」を期間限定でオープンし、ブラックサンダーの限定商品を発売する。
2019年に製品のチョコレートの原料となるカカオの原産国での児童労働の問題が発生していることを認識し始め、供給網での児童労働撤廃に注力している。2020年より児童労働に配慮した原料へと切り替える取り組みを実施しており、主力製品であるブラックサンダーで使用しているカカオは、2022年9月15日出荷分より児童労働に頼らず収穫されたものに全て切り替えられた。2025年までに全製品のカカオを児童労働撤廃の対策を取ったものに変更することを目標に掲げている。
2025年5月、ブラックサンダーが豊橋観光アンバサダーに就任したほか、豊橋夢工場内に工場見学のできる直営店「ブラックサンダーワク・ザクファクトリー」を開設した。

## 事業所
本社・工場
〒187-0032 東京都小平市小川町一丁目94番地
豊橋夢工場・豊橋事務所・お客様相談室
〒441-3111 愛知県豊橋市原町字蔵社88番地
札幌工場・札幌営業所
〒004-0005 北海道札幌市厚別区厚別東5条2丁目14番地238
大阪営業所
〒547-0002 大阪府大阪市平野区加美東六丁目11番30号加美東グリーンハイツ102号室
- なお、札幌工場・札幌営業所、大阪営業所以外の各事業所には直売店を併設している。

## 主な製品

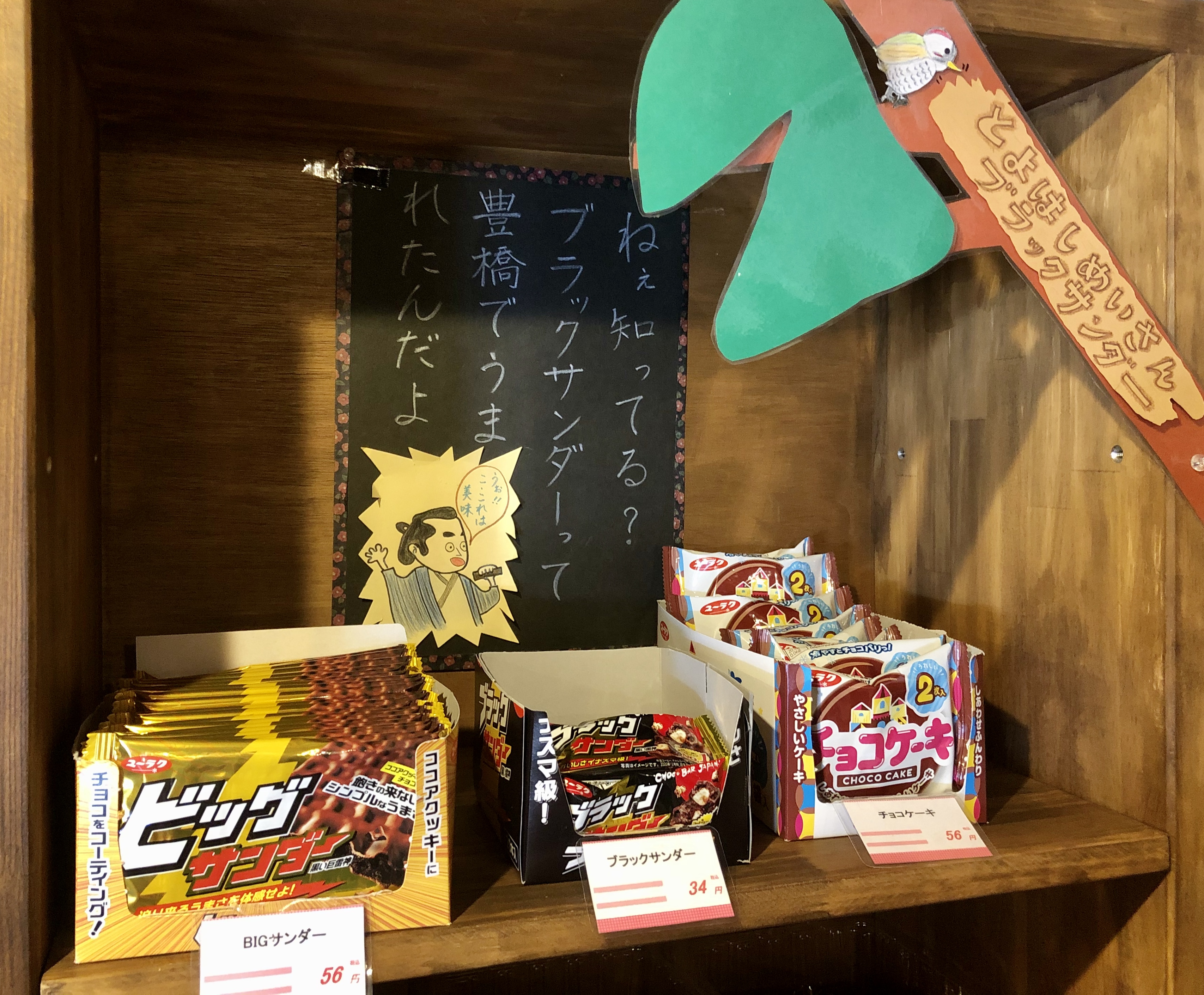
ビッグサンダー、ブラックサンダー、チョコケーキ（愛知県豊橋市にて）

- ブラックサンダー[9][10]
- ブラックサンダーミニバー[11]
- 白いブラックサンダー[12]（北海道、通信販売のみの限定販売）
- ビッグサンダー
- チョコナッツスリー
- チャイチョコバー
- アーモンドラテチョコバー
- ショコラコスタ
- チョコケーキ[13][10]
- まるごとはーす牛乳
- まるごとびす牛乳
- ライトダイジェスティブチョコビスケット
- チョコチップ

## 沿革
- 1955年（昭和30年）3月 - 東京都世田谷区に設立[14]。
- 1962年（昭和37年）4月 - 東京都小平市に本社および工場を移転[14]。
- 1964年（昭和39年）12月 - 大阪営業所開設[14]。
- 1979年（昭和54年）7月 - 豊橋工場開設[14]。
- 1988年（昭和63年） - 豊橋事務所設置[14]。
- 1991年（平成3年）7月 - 札幌工場開設[14]。
- 2011年（平成23年）3月 - 豊橋夢工場開設[14]。
- 2013年（平成25年）8月 - 豊橋工場を豊橋夢工場に統合[14]。
- 2017年（平成29年）4月 -  本社工場を建替。
- 2018年（平成30年） -  河合辰信が3代目代表取締役社長に就任。
- 2025年（令和7年）
  - 5月20日 - ブラックサンダーが豊橋観光アンバサダーに就任。
  - 5月27日 - 豊橋夢工場内に工場見学ができる直営店「ブラックサンダーワク・ザクファクトリー」を開設。